# Iitonen (sjö i Jorois, Södra Savolax)
Iitonen är en sjö i kommunen Jorois i landskapet Södra Savolax i Finland. Arean är 39 hektar och strandlinjen är 3,03 kilometer lång. Sjön  ingår i Vuoksens huvudavrinningsområde.   Den ligger omkring 61 kilometer norr om S:t Michel och omkring 270 kilometer nordöst om Helsingfors. 
Iitonen ligger öster om Kolppa. 